# 1915年の宝塚歌劇公演一覧
本項目では、1915年の宝塚歌劇公演一覧（1915ねんのたからづかかげきこうえんいちらん）について示す。

## 一覧
（）内は、作者または演出者名。下記の他、日曜日・祝日など随時公演。

### 宝塚公演

#### 正月公演
- 1月1日 - 1月7日　パラダイス劇場
  - 『兎の春』（小林一三）

#### 春季公演
- 3月21日 - 5月23日　パラダイス劇場
  - 『平和の女神』（薄田泣菫）
  - 『雛祭』（小林一三）

#### 夏季公演
- 7月21日 - 8月31日　パラダイス劇場
  - 『舌切雀』（薄田泣菫）
  - 『蝉時雨』（久松一聲）
  - 『御田植』（小林一三）

#### 秋季公演
- 10月20日 - 11月30日　パラダイス劇場
  - 『三人獵師』（久松一聲）
  - 『メリーゴーラウンド』（安藤弘）
  - 『日本武尊』（小林一三）

### 宝塚以外の公演
- 12月10日 - 12月12日　大阪・帝国座
  - 『舌切雀』（薄田泣菫）
  - 『平和の女神』（薄田泣菫）
  - 『雛壇』（小林一三）
  - 『日本武尊』（小林一三）
  - 『メリーゴーラウンド』（安藤弘）
  - 『三人獵師』（久松一聲）
- 12月14日　神戸・聚楽館